# Rony Martias
Rony Martias (Basse-Terre, 4 augustus 1980) is een voormalig Frans-Guadeloups wielrenner die in 2003 beroepsrenner werd bij het toenmalige Brioches la Boulangère en in 2013 stopte met fietsen om in 2014 als assistent-ploegleider bij Team Europcar aan de slag te gaan.
Hij is een neef van atlete Christine Arron.

## Belangrijkste resultaten
2003
- Proloog Ronde van Guadeloupe

2006
- 1e etappe Ronde van Picardië

2008
- 1e en 4e etappe Ronde van Gabon
- Puntenklassement Ronde van Gabon

## Resultaten in voornaamste wedstrijden
| Jaar | Ronde van Italië | Ronde van Frankrijk | Ronde van Spanje |
| ---- | ---------------- | ------------------- | ---------------- |
| 2003 |                  |                     |                  |
| 2004 |                  |                     |                  |
| 2005 | 141e             |                     |                  |
| 2006 |                  |                     | buiten tijd      |
| 2007 |                  |                     | buiten tijd      |
| 2008 |                  |                     |                  |
| 2009 |                  |                     |                  |
| 2010 |                  |                     |                  |
| 2011 |                  |                     |                  |
| 2012 |                  |                     |                  |
| 2013 |                  |                     |                  |

| Jaar | Milaan-San Remo | Gent-Wevelgem | Ronde van Vlaanderen | Parijs-Roubaix | Parijs-Tours |
| ---- | --------------- | ------------- | -------------------- | -------------- | ------------ |
| 2003 |                 |               |                      |                | 77e          |
| 2004 | 182e            |               |                      | opgave         | 118e         |
| 2005 |                 |               |                      | opgave         | 35e          |
| 2006 |                 | 51e           | opgave               | 88e            |              |
| 2007 | 148e            | 65e           | 98e                  | 41e            |              |
| 2008 | 138e            | 14e           |                      | opgave         |              |
| 2009 | opgave          |               | opgave               | 43e            | 93e          |
| 2010 |                 |               |                      | buit.tijd      | 56e          |
| 2011 |                 |               |                      | 60e            | 76e          |
| 2012 |                 |               |                      | opgave         |              |
| 2013 |                 |               |                      | opgave         |              |